# Заслуженный журналист Республики Марий Эл
Заслуженный журналист Республики Марий Эл (луговомар. Марий Эл Республикын сулло журналистше) — государственная награда, почётное звание Республики Марий Эл.

## История
Учреждено Указом Президиума Верховного Совета Марийской АССР от 23 декабря 1990 года.

## Основания награждения
Установлено для высокопрофессиональных журналистов за заслуги в области печати, радио, телевидения и полиграфии, работающих в СМИ всех форм собственности 15 и более лет.
Присваивается Главой Республики Марий Эл (ранее Президиумом Верховного Совета Марийской АССР) с вручением удостоверения и нагрудного знака. На 1 июля 2008 года звания удостоены 104 человека.

## Список обладателей почётного звания
- Петухов Виталий Альбертович (1993)[1]
- Шкалин Виталий Никифорович (1993)[2]
- Мерзляков Пётр Семёнович (1994)[3]
- Яндаков Леонид Логинович (1994)[4]
- Оленёв Владимир Иванович (1995)[5]
- Ефимова Нина Аркадьевна (1998)[6]
- Александрова Антонина Петровна (1999)[7]
- Сабанцев Геннадий Леонидович (1999)[8]